# Ходжес, Джеймс Грегори
Джеймс Грегори Ходжес (англ. James Gregory Hodges; 28 декабря 1829 — 3 июля 1863) — американский медик, мэр города Портсмута и полковник армии Конфедерации во время Гражданской войны в США. Командовал 14-м Вирджинским пехотным полком, временно командовал бригадой после ранения генерала Армистеда в сентябре 1862 года. Был убит под Геттисбергом, когда вёл полк в наступление во время атаки Пикетта.

## Ранние годы
Ходжес родился в Портсмуте в 1829 году, хотя некоторые источники называют 1828. Его отцом был генерал Джон Ходжес, который в звании капитана участвовал в войне 1812 года, а после войны командовал бригадой вирджинского ополчения. Его матерью была Джейн Аделаида Грегори.
Он учился в портсмутской литературной, научной и военной Академии, в 1850—1851 годах учился в медицинской школе. По её окончании некоторое время работал медиком, в частности — во время эпидемии жёлтой лихорадки в 1855 году. Два года подряд, в 1856 и 1857 избирался служил мэром города Портсмута.
2 августа 1852 года Ходжес женился в Портсмуте на Саре Уильсон (1830—1917). (Её младшая сестра Лукреция была замужем за Дэвидом Годвином, командиром 9-го Вирджинского полка.)
Ещё до войны Ходжес участвовал в формировании ополчения штата. В 1856 году был сформирован 3-й полк вирджинского ополчения, и Джеймс Ходжес был выбран его полковником.

## Гражданская война
17 апреля 1861 года Вирджиния вышла из состава Союза и полк Ходжеса был направлен в соседний Норфолк. 20 апреля 1861 года он участвовал в захвате Норфолкской Верфи. 17 мая 1861 года Ходжес возглавил 14-й Вирджинский пехотный полк. 14 октября его полк включили в бригаду Томаса Огуста.
Весной 1862 года полк Ходжеса стоял в Саффолке или на побережье Северной Каролины. В апреле он был включён в бригаду Льюиса Армистела. В мае полк был переброшен из Северной Каролины в Ричмонд и принял участие в сражениях Семидневной битвы. 1 июля Ходжес участвовал в сражении при Малверн-Хилл. Его полку (и двум другим) было приказано отбросить стрелковую цепь, которая подошла слишком близко к позиция бригады. Этой перестрелка была понята командованием как сигнал к наступлению и инициировала начало пехотной атаки армии Конфедерации. Ходжес был ранен осколком в этом бою.
Сражение 1 июля было самым ужасающим из всех, что можно представить, — вспоминал потом Ходжес, — я не могу вообразить себе ничего подобного. В тот день я потерял почти четверть своего полка убитыми и ранеными. Они отлично держались. Никогда люди не сражались лучше. В знамени полка потом насчитали 47 пулевых дыр… Во время атаки около меня разорвался снаряд, убил у меня двух людей… ранил ещё нескольких, сбил меня с ног и выжег мне бороду на правой стороне лица… Шок был столь силён, что я не мог прийти в себя ещё несколько часов.
Он снова возглавил полк в ходе Мерилендской кампании. Во время сражения при Энтитеме генерал Армистед был ранен, и Ходжес принял командование бригадой, которой затем командовал во время отступления армии в Вирджинию. 7 ноября 1862 года его полк был переведён в дивизию Джорджа Пикетта.
В декабре 1863 года полк Ходжеса присутствовал на поле боя при Фредериксберге, но задействован в бою не был.
Весной 1863 года Ходжес участвовал в экспедиции в Саффолк, откуда вернулся в северную Вирджинию в начале июня, когда уже началась Геттисбергская кампания. 9 июня он написал в письме из округа Спотсильвейни: «Вчера утром мы покинули Гановер-Джанкшен и прошли 40 миль на встречу с генералом Ли, который стоит в округе Калпепер или дальше, если перешёл Раппаханок. Мы уже около недели идем каждый день, в среднем по 17 миль в день. Мои люди в отличном состоянии и я знаю, что они выполнят свой долг, если им придётся встретить противника. Так что вскоре вы услышите о нашем полке много всего, а я не без гордости скажу, что у нас всё идёт отлично».
Дивизия Пикетта присоединилась к Северовирджинской армии в Камберлендской долине. 1 июля стало известно о начале сражения под Геттисбергом и утром 2 июля дивизия выступила из Чамберсберга. Днём она встала лагерем между Геттисбергом и Кештауном. Днём 3 июня дивизия Пикетта была брошена в атаку (так наз. Атака Пикетта) на позиции федеральной армии. Ходжес погиб во время этой атаки при не вполне понятных обстоятельствах. Он был захоронен в общей могиле.

## Место гибели
В 1887 году родственник Ходжеса, Джеймс Крокер, приехал на встречу ветеранов в Геттисберг, чтобы по поручению вдовы Ходжеса узнать место его смерти. На встрече присутствовал Генри Хант, шеф артиллерии Потомакской армии. Он сказал, что после отражения атаки решил найти тело генерала Гарнетта, которого знал лично, но вместо этого обнаружил тело Ходжеса. И он указал Крокеру место, где был убит полковник. Позже, в 1903 году, сенатор Джон Дэниел встретил в Вашингтоне офицера 80-го Нью-Йоркского полка, который рассказал ему, что Хождес был убит у каменной стены на Кладбищенском хребте, примерно в 50 — 100 футах перед фронтом 80-го Нью-Йоркского. Его шпага была повреждена, но офицер забрал пряжку с портупеи, которую впоследствии передал вдове Ходжеса.